# 沃尔恩察赫
沃尔恩察赫是德国巴伐利亚州的一个市镇。总面积91.52平方公里，总人口11031人，其中男性5493人，女性5538人（2011年12月31日），人口密度121人/平方公里。